# Lauratonema minutum
Lauratonema minutum är en rundmaskart som beskrevs av Platonova 1971. Lauratonema minutum ingår i släktet Lauratonema och familjen Lauratonematidae. Inga underarter finns listade i Catalogue of Life.